# Trece maravillas de México
Trece Maravillas de México fue una campaña mexicana de promoción turística realizada en 2007 por TV Azteca  y el Consejo de Promoción Turística de México (CPTM) y que, tras una votación en  internet, clasificó en dos categorías, las más bellas "maravillas" de México: trece naturales y trece creadas por el hombre.  Un libro y un DVD debían también de publicarse como parte de esta campaña.

## Las trece maravillas creadas por el hombre
| Número | Lugar                                   | Localización                                   | Imagen |
| ------ | --------------------------------------- | ---------------------------------------------- | ------ |
| 1      | Centro Histórico de la Ciudad de México | Ciudad de México                               |        |
| 2      | Calles subterráneas de Guanajuato       | Ciudad de Guanajuato, Guanajuato               |        |
| 3      | Paseo Santa Lucía                       | Monterrey, Nuevo León                          |        |
| 4      | Zona arqueológica de Teotihuacán        | San Juan Teotihuacán, Estado de México         |        |
| 5      | Zona arqueológica de Monte Albán        | Oaxaca de Juárez, Oaxaca                       |        |
| 6      | Zona arqueológica de Palenque           | Palenque, Chiapas                              |        |
| 7      | Zona arqueológica El Tajín              | Papantla de Olarte, Veracruz                   |        |
| 8      | Puerto de Mazatlán                      | Mazatlán, Sinaloa                              |        |
| 9      | Zona arqueológica de Chichén Itzá       | Tinum, Yucatán                                 |        |
| 10     | Zona arqueológica de Tulum              | Tulum, Quintana Roo                            |        |
| 11     | Zona arqueológica de Calakmul           | Calakmul, Campeche                             |        |
| 12     | La línea de ferrocarril «Chepe»         | De Chihuahua, Chihuahua a Topolobampo, Sinaloa |        |
| 13     | Zona arqueológica de Xochicalco         | Miacatlán, Morelos                             |        |

## Las trece maravillas naturales
| Número | Lugar                                                            | Localización                                                                    | Imagen |
| ------ | ---------------------------------------------------------------- | ------------------------------------------------------------------------------- | ------ |
| 1      | Arrecifes de Veracruz                                            | Antón Lizardo y Puerto de Veracruz; en Veracruz                                 |        |
| 2      | Barranca del Cobre                                               | Batopilas, Bocoyna, Urique, Guazapares; en Chihuahua                            |        |
| 3      | Cañón del Sumidero                                               | Chiapa de Corzo, Chiapas                                                        |        |
| 4      | Cuatro Ciénegas                                                  | Cuatrociénegas; en Coahuila                                                     |        |
| 5      | Reserva de la biosfera El Cielo                                  | Jaumave, Ocampo, Gómez Farías, Llera de Canales; en Tamaulipas                  |        |
| 6      | Reserva de la biosfera El Pinacate y Gran Desierto de Altar      | Puerto Peñasco, General Plutarco Elías Calles, San Luis Río Colorado; en Sonora |        |
| 7      | Reserva de la Biosfera de la Mariposa Monarca                    | Parte este del estado de Michoacán y parte del oeste del estado de México       |        |
| 8      | Paisaje agavero y antiguas instalaciones industriales de Tequila | Tequila; en Jalisco                                                             |        |
| 9      | Pantanos de Centla                                               | Centla, Jonuta y Macuspana; en Tabasco                                          |        |
| 10     | Peña de Bernal                                                   | San Sebastián Bernal, en Querétaro                                              |        |
| 11     | Prismas basálticos de Santa María Regla                          | Huasca de Ocampo, en Hidalgo                                                    |        |
| 12     | Sótano de las Golondrinas                                        | Aquismón, en San Luis Potosí                                                    |        |
| 13     | Xel-Há                                                           | Cozumel, en Quintana Roo                                                        |        |